# Годун, Ника Валерьевна
Ника Валерьевна Годун (род. 4 марта 1997, Москва) — российская пловчиха. Многократная чемпионка России (2015, 2016, 2017, 2018), член сборной команды России.

## Биография
Родилась 4 марта 1997 года в Москве. Начала заниматься плаванием в ДЮСШ «Косино» под руководством Владимира Леонидовича Комиссарова в 2000 году. Позже тренировалась у Дмитрия Анатольевича Панкова и в 2009 году перешла в ДЮСШ № 30, где тренировалась под руководством Сергея Вячеславовича Шершукова. Выступала за клуб «Самбо-70».
С 2011 года ведёт канал MrJNWalker на Youtube, который на 2018 год насчитывает 59 тысяч подписчиков.[значимость факта?]
В 2012 году получила спортивное звание «Мастер спорта России».
В 2012 году на чемпионате Европы по плаванию среди юниоров заняла 5-е место на дистанции 200 метров брассом.
В апреле 2017 года в Москве стала серебряным призёром чемпионата России в комбинированной эстафете 4×100 метров.
В ноябре 2017 года в Казани стала двукратной чемпионкой России на короткой воде на дистанциях 100 метров комплексом и 4×100 метров комплексом.
В декабре 2017 года в Санкт-Петербурге завоевала серебряную награду на дистанции 50 метров брассом на международных соревнованиях «Кубок Владимира Сальникова».
В апреле 2018 года в Москве стала победительницей чемпионата России в комбинированной эстафете 4×100 метров.
На чемпионате России в ноябре 2018 года в Казани стала обладательницей четырёх медалей — двух бронзовых на 100-метровке комплексом и 50 м брассом, серебряной в комбинированной эстафете 4×100 м и золотой в комбинированной эстафете 4×50 м.
Получила степень бакалавра экономики в 2017 году, окончив Российский университет дружбы народов. В 2017 году поступила туда же на экономический факультет магистратуры, специальность «международный менеджмент».